# Klaudia Sorok
Klaudia Sorok (21 de febrero de 1998) es una deportista de Hungría que compite en atletismo. Ganó una medalla de plata en el Campeonato Europeo de Atletismo por Equipos de 2019, en la prueba de 4 × 100 m.